# Nørreport (Flensborg)
 For alternative betydninger, se Nørreport. (Se også artikler, som begynder med Nørreport)
Nørreport i Flensborg blev opført i 1595. Den er et typisk gavlhus i renæssancen-stilen med trappegavl, som også findes i en række af byens ældste huse.
Nørreporten er en af de sidste to bevarede byporte i byen. Da den sønderjyske by fik købstadsprivilegier i 1284, blev den gamle Nørreport nedrevet og et nyt bygget op længere ude ad Nørregaden, omtrent ved nutidens huse i Nørregade 122/147. Som følge af byens store vækst blev porten i 1595 revet ned igen og den nye Nørreport, som vi kender fra i dag, blev bygget. Op til 1796 markerede porten den nordlige bygrænse. Først efter 1796 blev bydelen Nystaden opført i kvarteret mellem Nørreport og Bjergmøllen. Porten bærer på nordsiden Flensborgs byvåben og det danske rigsvåben. På porten stod Christian 4.s valgsprog Regna firmat pietas (Fromhed styrker rigerne) og indskriften Freden ernærer, ufreden fortærer. Porten var indtil 1896 den eneste indgang til byen fra nord. Det menes, at porten lukkedes med en svær jerndør.
Nørreporten har været truet af nedrivning, men blev gennemgribende restaureret i årene 1913/1914.
I 1817 havde Flensborg endnu ti byporte, deriblandt var Angelboport, Friserport, Røde Port/Rude Port og små biporte som Kogangsport. I dag er kun Nørre- og Kompagniport tilbage.
Tæt på Nørreport ligger Phänomenta et fysikmuseum og eksperimentarium.